# MLS SuperDraft 2004
De MLS SuperDraft 2004, gehouden op 16 januari 2004 in Charlotte (Verenigde Staten), was de vijfde editie van het jaarlijks Major League Soccer SuperDraft. Freddy Adu werd als eerste gekozen door DC United.

## Ronde 1
| Keuze | Speler           | Positie | MLS-team               | Vorig team                                |
| ----- | ---------------- | ------- | ---------------------- | ----------------------------------------- |
| 1     | Freddy Adu       | A       | DC United              | Project-40                                |
| 2     | Chad Marshall    | V       | Columbus Crew          | Stanford University                       |
| 3     | Joseph Ngwenya   | A       | Los Angeles Galaxy     | Coastal Carolina universiteit             |
| 4     | Matt Taylor      | A       | Kansas City Wizards    | Universiteit van Californië - Los Angeles |
| 5     | Ryan Cochrane    | V       | San Jose Earthquakes   | Santa Clara-universiteit                  |
| 6     | Ramon Nuñez      | M       | Dallas Burn            | Southern Methodist University             |
| 7     | Clarence Goodson | V       | Dallas Burn            | universiteit van Maryland, College Park   |
| 8     | Clint Dempsey    | M       | New England Revolution | Furman universiteit                       |
| 9     | Scott Buete      | M       | Chicago Fire           | universiteit van Maryland, College Park   |
| 10    | Steve Cronin     | DM      | San Jose Earthquakes   | Santa Clara-universiteit                  |

## Ronde 2
| Keuze | Speler          | Positie | MLS-team            | Vorig team                                |
| ----- | --------------- | ------- | ------------------- | ----------------------------------------- |
| 11    | Leonard Griffin | V       | Chicago Fire        | UCLA                                      |
| 12    | Chris Wingert   | V       | Columbus Crew       | Saint John's universiteit, New York       |
| 13    | Josh Gardner    | M       | Los Angeles Galaxy  | universiteit van Cincinnati               |
| 14    | Ned Grabavoy    | M       | Los Angeles Galaxy  | Indiana universiteit, Bloomington         |
| 15    | Adolfo Gregorio | M       | Colorado Rapids     | Universiteit van Californië - Los Angeles |
| 16    | Adrian Cann     | V       | Colorado Rapids     | universiteit van Louisville               |
| 17    | Will Hesmer     | DM      | Kansas City Wizards | Wake Forest universiteit                  |
| 18    | Seth Stammler   | V       | MetroStars          | universiteit van Maryland, College Park   |
| 19    | Matt Pickens    | DM      | Chicago Fire        | Missouri State universiteit               |
| 20    | Sumed Ibrahim   | M       | Chicago Fire        | universiteit van Maryland, College Park   |

## Ronde 3
| Keuze | Speler           | Positie | MLS-team               | Vorig team                                |
| ----- | ---------------- | ------- | ---------------------- | ----------------------------------------- |
| 21    | Zach Wells       | DM      | MetroStars             | Universiteit van Californië - Los Angeles |
| 22    | Memo Arzate      | M       | Los Angeles Galaxy     | UC Santa Barbara                          |
| 23    | Jeremiah White   | A       | New England Revolution | Wake Forest universiteit                  |
| 24    | Kevin Ara        | M       | DC United              | Harvard universiteit                      |
| 25    | Kevin Taylor     | V       | Colorado Rapids        | universiteit van Michigan                 |
| 26    | Olivier Occean   | A       | MetroStars             | Southern Connecticut State universiteit   |
| 27    | Mike Wilson      | M       | San Jose Earthquakes   | Stanford University                       |
| 28    | Khari Stephenson | M       | Chicago Fire           | Williams College                          |
| 29    | Ty Maurin        | M       | Dallas Burn            | Universiteit van Californië - Los Angeles |
| 30    | Lindon Pecorelli | M       | San Jose Earthquakes   | universiteit van Connecticut              |

## Ronde 4
| Keuze | Speler          | Positie | MLS-team             | Vorig team                           |
| ----- | --------------- | ------- | -------------------- | ------------------------------------ |
| 31    | David Wagenfuhr | V       | Dallas Burn          | Creighton universiteit               |
| 32    | Jamal Sutton    | A       | Columbus Crew        | Missouri State universiteit          |
| 33    | David McGill    | M       | Los Angeles Galaxy   | UC Santa Barbara                     |
| 34    | Josh Gros       | M       | DC United            | Rutgers-universiteit                 |
| 35    | Kevin Richards  | V       | Colorado Rapids      | universiteit van Notre Dame          |
| 36    | Michael Bradley | M       | MetroStars           | Project-40                           |
| 37    | Jay Alberts     | M       | Kansas City Wizards  | Yale universiteit                    |
| 38    | Denny Clanton   | V       | Chicago Fire         | universiteit van Dayton              |
| 39    | Phil Hucles     | V       | Chicago Fire         | William & Mary College               |
| 40    | Marin Pusek     | M       | San Jose Earthquakes | universiteit van Alabama, Birmingham |

## Ronde 5
| Keuze | Speler           | Positie | MLS-team             | Vorig team                            |
| ----- | ---------------- | ------- | -------------------- | ------------------------------------- |
| 41    | Adom Crew        | M       | Columbus Crew        | Brown-universiteit                    |
| 42    | Luke Vercollone  | M       | Columbus Crew        | Seton Hall universiteit               |
| 43    | Jason Perry      | V       | Los Angeles Galaxy   | Oakland universiteit                  |
| 44    | Kevin Hudson     | M       | DC United            | Southern Methodist University         |
| 45    | Gary Sullivan    | V       | Colorado Rapids      | Adelphi universiteit                  |
| 46    | Johnny David     | M       | MetroStars           | Fairleigh Dickinson universiteit      |
| 47    | Justin Detter    | A       | Kansas City Wizards  | universiteit van Notre Dame           |
| 48    | Ryan Barber      | V       | Kansas City Wizards  | universiteit van Missouri–Kansas City |
| 49    | Ian Pilarski     | M       | Chicago Fire         | Cornell universiteit                  |
| 50    | Tighe Dombrowski | M       | San Jose Earthquakes | universiteit van Wisconsin-Milwaukee  |

## Ronde 6
| Keuze | Speler          | Positie | MLS-team               | Vorig team                           |
| ----- | --------------- | ------- | ---------------------- | ------------------------------------ |
| 51    | Ryan McGowan    | M       | Chicago Fire           | Seton Hall universiteit              |
| 52    | Matthew Haefner | DM      | Columbus Crew          | universiteit van Pennsylvania        |
| 53    | Alan Gordon     | A       | Los Angeles Galaxy     | Oregon State University              |
| 54    | Edwin Miranda   | V       | Dallas Burn            | Cal State Northridge                 |
| 55    | John Pulido     | M       | Colorado Rapids        | Florida International University     |
| 56    | Felix Brillant  | A       | New England Revolution | Franklin Pierce College              |
| 57    | Chris Aloisi    | V       | Los Angeles Galaxy     | Universiteit van Syracuse            |
| 58    | Andy Dorman     | M       | New England Revolution | Boston University                    |
| 59    | Tony McManus    | V       | Chicago Fire           | universiteit van Alabama, Birmingham |
| 60    | Jeff Parke      | V       | MetroStars             | Drexel universiteit                  |